# 谷口稜曄
谷口稜曄（たにぐち すみてる、1929年1月26日 - 2017年8月30日）は、長崎原爆を体験した被爆者のひとり。1929年に福岡県で生まれる。

## 概要

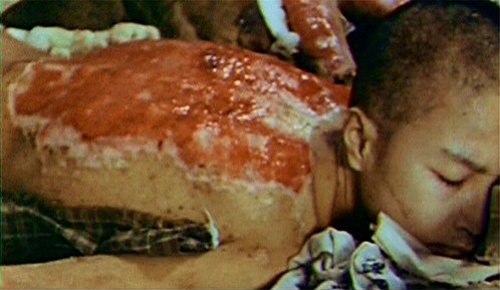
被爆により大やけどを負った谷口稜曄を撮影した報道写真（1946年1月撮影）

1929年（昭和4年）1月26日、福岡県糟屋郡志賀島村で谷口家の三人目の子供として生まれる。「光が届かない場所を隅々まで照らす」という意味を込めて、稜曄と名付けられた。翌年母が亡くなり、父は一人満州に渡り南満州鉄道（満鉄）に就職。稜曄を含む三人の子供は長崎市の母方の実家に預けられる。
1943年（昭和18年）、淵国民学校（高等科）を卒業し、本博多郵便局で働き始める。
1945年（昭和20年）8月9日、16歳のとき自転車に乗って郵便物を配達中、爆心地から1.8km地点の長崎市東北郷（現：長崎市住吉町）で被爆。原爆の爆風で自転車は大破し、激しい熱線により背中と左腕に大火傷を負う。そのまま徒歩で200mほど先の三菱重工長崎兵器製作所住吉トンネル工場へ避難し、機械油で体を拭いてもらうなど簡単な手当てを受け、近くの山へ避難する。2晩過ごした後、道ノ尾駅から救援列車に乗せられ諫早へ赴くも、諌早国民学校の救護所では満足な治療が受けられず、2日後に長与の遠縁の親戚の家に運ばれ静養。9月10日頃、治療のため、勤め先の本博多郵便局近くの新興善国民学校に開設されていた救護病院に運ばれる。
11月、大村市の海軍病院（現在、独立行政法人国立病院機構長崎医療センター）へ移送され、3年7か月後の1949年3月20日に退院する。しかし、その後もたびたび皮膚の移植手術等の治療を受ける。戦後、原爆によって被害を受けた自らの体験をもとに、核兵器廃絶のための活動を続けた。
2012年8月8日、ハリー・S・トルーマンの孫のクリフトン・トルーマン・ダニエルと面会した際に、谷口は服を脱ぎ、被爆で背中などに負ったやけどの痕を見せた。 ダニエルは「この星に住む全ての人が見るべきだ」と述べ、核兵器廃絶の決意をあらためて示した。谷口は「原爆を投下したのは戦争を早く終わらせるためだったと聞いている。広島の後、なぜ長崎にも落としたのかが疑問」と話し、「被爆の事実を知ってほしい」との思いから服を脱いだ。面会後、ダニエルは「心が破れるような思いをした」と述べた。 
2013年8月25日に『オリバー・ストーンと語る “原爆×戦争×アメリカ”』という2時間番組が放送された。オリバー・ストーンは広島と長崎に訪問して被爆者と対面している。ストーンは長崎原爆被爆者の谷口を「彼は日本の軍国主義にも責任があると言っていた。物事の善悪を冷静に区別している素晴らしい人だ。」と称賛した。
2017年8月30日 十二指腸乳頭部がんにより長崎市で死去。享年88歳。

## 略歴
- 1943年 14歳 長崎市内の学校を卒業し、郵便局（内閣逓信院熊本逓信局 本博多郵便局 ）で働き始める。
- 1945年 16歳 郵便局の赤い自転車に乗って郵便物を配達中に、原爆により被爆する。
- 1956年 長崎原爆被災者協議会（被災協）が発足。活動に参加する。
- 1970年 原爆で焼かれた背中の映像が報道される。
- 1974年8月9日 長崎市の平和祈念式典で、被爆者代表として「平和の誓い」を読む。
- 1980年7月 「核実験に抗議する長崎市民の会」が発足。代表に就任する。
- 2006年5月 被災協会長に就任。
- 2010年5月 国連本部で行われた核拡散防止条約（NPT）再検討会議で演説する[11]
- 2010年6月 日本原水爆被害者団体協議会（日本被団協）代表委員に就任。
- 2015年8月9日 被爆70周年の平和祈念式典で2度目の「平和への誓い」を読む[12]。
- 2017年8月30日 十二指腸乳頭部がんにより長崎市で死去。享年88歳。

## 赤い背中
戦後、アメリカは日本に戦略爆撃調査団を派遣した。その一員にハーバート（ハーブ）・スサン少尉がいた。彼は、長崎で谷口稜曄の赤い背中をカラーによる動画映像として撮影した。1983年に来日して谷口稜曄と再会した。彼は、1985年9月に悪性腫瘍により64歳で死去。